# Elwood, Nebraska
Elwood är administrativ huvudort i Gosper County i Nebraska. Orten har fått sitt namn efter jordbrukaren Elwood Thomas. Enligt 2020 års folkräkning hade Elwood 658 invånare.